# (100596) Perrett
(100596) Perrett es un asteroide perteneciente al cinturón de asteroides, descubierto el 9 de agosto de 1997 por David D. Balam desde el Observatorio Dominion, Columbia Británica, Canadá.

## Designación y nombre
Designado provisionalmente como 1997 PN2. Fue nombrado Perrett en honor a la experta en el campo de la dinámica galáctica, la formación y la evolución de las galaxias, Kathryn M. Perrett; es una gran amiga y colega del descubridor.

## Características orbitales
Perrett está situado a una distancia media del Sol de 3,025 ua, pudiendo alejarse hasta 3,591 ua y acercarse hasta 2,460 ua. Su excentricidad es 0,186 y la inclinación orbital 10,37 grados. Emplea 1922,41 días en completar una órbita alrededor del Sol.
Los próximos acercamientos a la órbita de Júpiter se producirán el 25 de agosto de 2044, el 10 de febrero de 2092 y el 28 de julio de 2139.

## Características físicas
La magnitud absoluta de Perrett es 15. Tiene 4 km de diámetro y su albedo se estima en 0,139.